# ヴーレ・ヴー (曲)
「ヴーレ・ヴー」（Voulez-Vous, フランス語で「あなたは～をしたいのか？」の意、英語で言うなら "Do you want to ~ ?" という事になる）は、ABBAの楽曲。作詞・作曲はビョルン・ウルヴァース、ベニー・アンダーソン。ディスコ色の強い楽曲で、アメリカ・マイアミのクライテリア・スタジオで録音された。
1979年、スタジオ・アルバム『ヴーレ・ヴー』のタイトル曲として発売され、同年夏にシングルカットされた。ABBAのディスコ・サウンドに賛否両論あったアメリカでは全米80位だったが、イギリスでは「エンジェルアイズ」との両A面シングルとして全英3位とヒットを収めた。
劇団四季ミュージカル『マンマ・ミーア!』では、「あなたを求めて」という邦題の副題がつけられている。

## カバー
- カルチャー・クラブ - オムニバス・アルバム『ABBAMANIA』（1999年）